# AGS・JH22
AGS・JH22は、AGSチームが1987年のF1世界選手権用に製作したフォーミュラ1カー。デザイナーはクリスチャン・バンダープレイン。前年用JH21Cの発展型で、エンジンが自然吸気のフォード・DFZへと変更された。AGSはJH22で初の選手権ポイントを獲得した。

## 開発の背景
F2で実績を積んでいたAGSが前年にスポット参戦でF1デビューし、1987年シーズンから念願のフル参戦を開始。JH22はそれまでのAGSの車両同様クリスチャン・バンダープレインが設計し、JH21Cの改良型であった。エンジンを除いてJH22はJH21Cとほぼ同一であった。モノコックは同じ物を使用し、サスペンションやブレーキも同一であったが、それはいずれも4年前のルノーの技術をベースとしていたため
、時代遅れでもあった。外装はサイドポッドが低い物に改められた。
バンダープレインはシーズン途中で何回かエンジンカバーのデザインを変更した。当初は長方形のエアボックスをエンジンカバー上のスタンドに設置したが、その後これらの時代遅れに見えるデザインは、エンジンの全幅にわたって延長され低い箱状のエアボックスに置き換えられている。
JH21Cはモトーリ・モデルニ製のターボエンジンを搭載、ピレリタイヤを装着したが、JH22は自然吸気エンジンのコスワース DFZを搭載し、グッドイヤータイヤを装着した。このエンジンはスイスのハイニー・マーダー・レーシング・コンポーネンツがチューンした。JH22は1987年のマシン中最も遅い車だったが、完走能力だけは平均以上の性能を示した。
前年同様AGSは1台体制でシーズンに臨み、シーズン中に2台のJH22を製作した。1台目は前年のJH21C（シャシーナンバー031）と同一であった。このJH21Cは自然吸気エンジンを搭載できるよう改造され、新たなシャシーナンバー032が与えられた。メキシコの靴・衣料品会社エル・チャーロが前年に引き続いてメインスポンサーとなり、車体は白で塗装されノーズコーンに大きなバラが描かれた。ドライバーはイヴァン・カペリがレイトンハウス・マーチに移籍、代わって1982年のヨーロッパF2選手権に参戦していたフランスの新人パスカル・ファブルが起用された。
ファブルが乗ったこのシャシーナンバー032は、第10戦オーストリアGPのスタート時に発生した多重クラッシュにより激しく破損し、シーズン残りで使用できなくなった。このシャシーは後に修理され、フランス、イル＝エ＝ヴィレーヌ県ロエアックのマノワール・ドゥ・ロトモビルに展示されている。
1987年の夏に2台目（シャシーナンバー033）が完成した。これは元々はセカンドドライバー用の物だった。ファブルが1台目を破損した後、第11戦イタリアGPからこの2台目を使用した。
1987年は自然吸気エンジン採用チームを対象としたコーリン・チャップマン・トロフィーが実施され、AGSは通常のコンストラクターズ・タイトルに加えてティレル 、マーチ、ラルース・カルメルとこのタイトルを争った。また、ドライバーのファブルはジム・クラーク・トロフィーを争った。
イタリアから使用された2台目（シャシーナンバー033）は、1989年にMGN (自動車エンジン)のW12エンジンを搭載して再製作された。これはエンジンワークショップのMGNが同じヴァール県に工場があることで提携したもので、AGSの古いシャシーをMGNの代表者Guy Nègreに提供することで、AGSにとって経済的に困難な時期に追加収入を得るためのものであり、本格的な合同参戦のために合弁会社を築くような本格的な提携ではなかった。あとにW12エンジンを切り離し解体された後、この車体はロエアックで保管されている。

## レース戦績
AGSはJH22でシーズン全てを戦った。1台体制でドライバーはF1ルーキーのパスカル・ファブルを起用した。マシンの戦闘力不足もあったが、ファブルの能力も「走るシケイン」との異名が付けられるなどワーストレベルのドライバーであり、常に予選最下位であった。しかしレースでは下位ながら完走を重ねる信頼性を発揮し、前半9戦中8戦で完走を果たした。ラップタイムは遅く、周回数も何周も遅れていた。例外は第7戦フランスGPで、ファブルはポールリカールのミストラル・ストレートにおいて自然吸気車中最速タイムを記録している。最高位は母国フランスGPと、次戦イギリスGPでの9位であった。第10戦オーストリアGPでもレースをフィニッシュしたが、最低周回数を満たさず完走扱いにはならなかった。後半戦では1カーエントリーだったオゼッラとラルースがセカンドカーの出走を決め、コローニもスポット参戦したためJH22での予選通過は至難の業となった。ファブルは第11戦イタリアGPで予選落ちし、第14戦メキシコGPで3回目の予選落ちを喫した。
シーズン終盤の日本とオーストラリアでのレースに、チームはファブルに代えてロベルト・モレノを起用した。モレノは1982年オランダグランプリにロータスから参戦したが予選落ちしていた。今回はいずれも予選通過し、最終戦オーストラリアGPでは最後列からのスタートにもかかわらず完走9台のサバイバルレースで3周遅れの7位で完走した。しかしながら、2位のアイルトン・セナがブレーキダクトのサイズ違反で失格となり、モレノは繰り上げで6位入賞、ポイントを獲得した。これはAGSにとって初のポイントとなった。
シーズンが終了してAGSはコンストラクターズでランキング11位、コーリン・チャップマン・トロフィーではティレル、ラルースに次いで3位となった。ファブルはジム・クラーク・トロフィーで35ポイント、5位となり、モレノは4ポイントで6位となった。モレノはまたドライバーズランキングでも19位となった。

## MGNエンジン
1989年初め、2台目のJH22（シャシーナンバー033）にモトール・ギ・ネグレ（MGN）製のW12エンジンを搭載してテストが行われた。MGNの創立者ギ・ネグレはロータリーバルブを持つW型12気筒エンジンを製作していた。1988年にネグレは数多くのベンチテストを行い、1989年には実用試験が行われた。彼はAGSが提供したJH22にこのエンジンを搭載してテストを行った。
テストは1989年9月にエクス＝アン＝プロヴァンス近郊にある全長2kmのグラン・サムビュック・サーキットで行われた。MGNはドライバーについて言及していない。プレスリリースには「地元のテストドライバー」としか記載されなかった。Autohebdo誌はこのドライバーをフィリップ・ビローだとしている。フィリップ・ビローは1970年代から80年代にかけて小排気量のレースにいくつか参加しただけだとされる。テストの結果は公表されず、周回数もラップタイムも不明である。テストの結果はチームの関心を引くことなく、MGN-W12エンジンはF1デビューすることはなかった。しかしながら、MGNは1990年にノーマ・オートコンセプトと共にW12エンジンでル・マン24時間レースに参戦した。

## F1における全成績
(key) （太字はポールポジション）
| 年     | チーム             | エンジン             | タイヤ | No. | ドライバー | 1   | 2   | 3   | 4   | 5   | 6   | 7   | 8   | 9   | 10  | 11  | 12  | 13  | 14  | 15  | 16  | ポイント | 順位 |
| ------ | ------------------ | -------------------- | ------ | --- | ---------- | --- | --- | --- | --- | --- | --- | --- | --- | --- | --- | --- | --- | --- | --- | --- | --- | -------- | ---- |
| 1987年 | Team El Charro AGS | コスワース DFZ V8 NA | G      |     |            | BRA | SMR | BEL | MON | DET | FRA | GBR | GER | HUN | AUT | ITA | POR | ESP | MEX | JPN | AUS | 1        | 12位 |
| 1987年 | Team El Charro AGS | コスワース DFZ V8 NA | G      | 14  | ファブル   | 12  | 13  | 10  | 13  | 12  | 9   | 9   | Ret | 13  | NC  | DNQ | DNQ | Ret | DNQ |     |     | 1        | 12位 |
| 1987年 | Team El Charro AGS | コスワース DFZ V8 NA | G      | 14  | モレノ     |     |     |     |     |     |     |     |     |     |     |     |     |     |     | Ret | 6   | 1        | 12位 |

## コーリン・チャップマン・トロフィー
(key) （太字はポールポジション）
| 年     | チーム             | エンジン             | タイヤ | No. | ドライバー | 1   | 2   | 3   | 4   | 5   | 6   | 7   | 8   | 9   | 10  | 11  | 12  | 13  | 14  | 15  | 16  | ポイント | 順位 |
| ------ | ------------------ | -------------------- | ------ | --- | ---------- | --- | --- | --- | --- | --- | --- | --- | --- | --- | --- | --- | --- | --- | --- | --- | --- | -------- | ---- |
| 1987年 | Team El Charro AGS | コスワース DFZ V8 NA | G      |     |            | BRA | SMR | BEL | MON | DET | FRA | GBR | GER | HUN | AUT | ITA | POR | ESP | MEX | JPN | AUS | 41       | 3位  |
| 1987年 | Team El Charro AGS | コスワース DFZ V8 NA | G      | 14  | ファブル   | 3   | 3   | 3   | 3   | 2   | 3   | 2   | Ret | 4   | NC  | DNQ | DNQ | Ret | DNQ |     |     | 41       | 3位  |
| 1987年 | Team El Charro AGS | コスワース DFZ V8 NA | G      | 14  | モレノ     |     |     |     |     |     |     |     |     |     |     |     |     |     |     | Ret | 3   | 41       | 3位  |

## その後
翌1988年、AGSはJH22に代えてJH23を投入した。JH22は2台がAGSのコレクションに収められ、もう1台はフランス、イル＝エ＝ヴィレーヌ県ロエアックのマノワール・ドゥ・ロトモビルに展示されている。

## 参照
1. ↑  “AGS JH22 - STATS F1”.   Statsf1.com. 2012年11月9日閲覧。
2. ↑  Team & Driver AGS・フォード　FUJI TVオフィシャルF1ハンドブック 60-61頁 フジテレビ出版/扶桑社 1987年7月6日発行
3. ↑  Hamilton, Maurice. AUTOCOURSE 1987-88. Hazleton Publishing. p. 58
4. ↑  “CONSTRUCTORS: AGS (AUTOMOBILES GONFARONNAISE SPORTIVES)”.   GrandPrix.com. 2008年4月12日時点のオリジナルよりアーカイブ。2008年4月10日閲覧。
5. ↑  Hodges: Rennwagen von A–Z nach 1945. 1994, S. 9.
6. ↑  Motorsport aktuell. Heft 13, 1987, S. 3.
7. ↑  Figure of an early AGS JH22 the Grand Prix of Monaco 1987.
8. ↑  In Form und Dimension erinnerte der Lufteinlass an den Amon AF101 von Chris Amon Racing.
9. ↑  Ménard: La Grande Encyclopédie de la Formule 1. 2000, S. 103.
10. ↑  “F1 Teams & Sponsors”.   Fun Trivia. 2008年4月10日閲覧。
11. ↑  この車両は2005年にイタリアで初めて公開され、JH21Dと表示された。AGSはJH21Dという車両は製作しておらず、誤った名前で説明されていた。2009年以降は正しくJH21Cと説明されている。
12. ↑  “Pascal Fabre | Racing career profile | Driver Database”. www.driverdb.com. 2020年8月26日閲覧。
13. ↑  “Pascal Fabre Biography”.   F1 Rejects. 2008年4月10日閲覧。
14. ↑  “AGS JH22”.   Chicane F1. 2008年4月10日閲覧。
15. ↑  “A Lotus break that came too early”.   8W. 2008年4月10日閲覧。
16. ↑  Hamilton, Maurice. AUTOCOURSE 1987-88. Hazleton Publishing. p. 223
17. ↑  Hamilton, Maurice. AUTOCOURSE 1987-88. Hazleton Publishing. p. 222–23
18. ↑  Cimarosti: Das Jahrhundert des Rennsports. 1997, S. 382.
19. ↑  Hodges: A–Z of Grand Prix Cars. 2001, S. 8.
20. ↑  Abbildung des umgebauten JH22 mit MGN-Motor auf der Internetseite www.forix.com
21. ↑  “AGS F1 chassis locations”.   F1 Cars Today. 2008年4月10日閲覧。

All Formula One race and championship results are taken from Official Formula One website:
- Results: Fabre, Pascal - 1987 Season. Retrieved on March 27, 2008.
- Results: Moreno, Roberto - 1987 Season. Retrieved on March 27, 2008.